# Stadion Thuwunna
Stadion Thuwunna je višenamjenski stadion u bivšem mijanmarskom glavnom gradu Yangonu. Stadion ima kapacitet 32.000 mjesta te se koristi za nogometne i atletske susrete. Atletska staza oko nogometnog terena ima osam traka te odgovara propisima i standardima IAAF-a.
Thuwunna je tijekom lipnja i srpnja 2012. godine bila domaćin kvalifikacija za AFC Azijski kup reprezentacija do 22 godine koji će se 2013. održati u Omanu. Također, na stadionu su se odigravale i kvalifikacijske utakmice za AFF Suzuki Cup 2012.
Do samog stadiona se nalazi i Dvoranski stadion Thuwunna koji služi za održavanje dvoranskih sportova.

## Vanjske poveznice
- Fussballtempel.net  Arhivirana inačica izvorne stranice od 16. siječnja 2013. (Wayback Machine)
- MFF announces football stadium builds, expansions  Arhivirana inačica izvorne stranice od 10. studenoga 2013. (Wayback Machine)